# 瑟德馬爾姆
瑟德马尔姆是瑞典首都斯德哥爾摩的一個區，位於斯德哥爾摩市中心的同名岛屿上。該區成立於2007年，由瑪麗亞-老城區和卡塔琳娜-索菲亞區兩個舊區合併而成。瑟德马尔姆有人口約12萬人，是斯德哥爾摩人口最多的區。

## 名称
“瑟德马尔姆”（Södermalm）一名在瑞典语中意为“南区”，其中“瑟德”（Söder）意为“南”，而“马尔姆”（malm）指市中心以外的地区，其出现于瑞典和芬兰的几个城市的辖区中。